# Kozí Vrbovok
Kozí Vrbovok este o comună slovacă, aflată în districtul Krupina din regiunea Banská Bystrica, pe malul râului Vrbovok⁠(d). Localitatea se află la altitudinea de 345 m deasupra n.m., se întinde pe o suprafață de 5,34 km2 și în 2017 număra 156 de locuitori.

## Istoric
Localitatea Kozí Vrbovok este atestată documentar din 1415.

## Demografie
| An:                | 1994 | 2004 | 2014   | 2024   |
| ------------------ | ---- | ---- | ------ | ------ |
| Număr de persoane: | 178  | 178  | 163    | 149    |
| Diferență:         |      | +0%  | −8,42% | −8,58% |

| An:                | 2023 | 2024   |
| ------------------ | ---- | ------ |
| Număr de persoane: | 152  | 149    |
| Diferență:         |      | −1,97% |